# Six de cœur
Le six de cœur (6♥) est une carte à jouer.

## Caractéristiques

### Généralités
Le six de cœur fait partie des jeux de cartes utilisant les enseignes françaises. En France, on le retrouve dans les jeux de 52 cartes et dans certaines jeux de tarot, mais pas dans les jeux de 32 cartes. Un six et un cœur, il s'agit d'une valeur et d'une carte de couleur rouge.
De façon générale, le six de cœur suit le cinq de cœur et précède le sept de cœur. N'étant pas une figure, il a généralement une valeur nulle lors du décompte des points.

### Représentations
Comme les autres valeurs, la valeur du six de cœur est représentée par des répétitions de son enseigne, ici un cœur stylisé rouge. Si le paquet indique la valeur des cartes dans les coins, celle du six de cœur est reprise en mentionnée en chiffre (« 6 ») ; la couleur du texte (rouge ou noir) varie.
Dans les jeux de type français, les six cœurs sont disposés symétriquement par rapport à la verticale : sur les côtés, deux colonnes de trois cœurs chacune. En règle générale, les quatre cœurs du haut pointent vers le bas de la carte, les deux cœurs du bas pointent vers le haut.
Les jeux utilisant des enseignes allemands ne possèdent généralement pas le six de cœur, les valeurs s'arrêtant à sept.

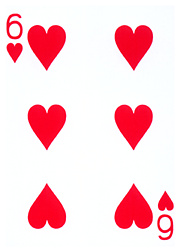
Six de cœur d'un jeu de poker.
Organisation différente des cœurs sur la carte.
Six de cœur, jeu hongrois. La valeur de la carte n'est pas indiquée en chiffre dans les coins.

### Équivalents
Dans les jeux utilisant les enseignes latines (Espagne, Italie, etc.), l'équivalent du six de cœur est le six de denier.
En Suisse, l'équivalent du six de cœur est le six de rose,,.

## Historique
Les premières cartes à jouer éditées en Europe ne comportent aucune des enseignes rencontrées dans les jeux français contemporains. Les enseignes latines (bâtons, deniers, épées et coupes) sont probablement adaptées des jeux de cartes provenant du monde musulman,. Les enseignes françaises sont introduites par les cartiers français à la fin du XVe siècle, probablement par adaptation des enseignes germaniques (glands, grelots, feuilles et cœurs). Les enseignes françaises procèdent d'une simplification des enseignes précédentes, permettant une reproduction plus aisée (et donc un moindre coût de fabrication). L'enseigne de cœur est reprise des enseignes germaniques, mais fortement simplifiée. Les cœurs français dériveraient ainsi des coupes latines.

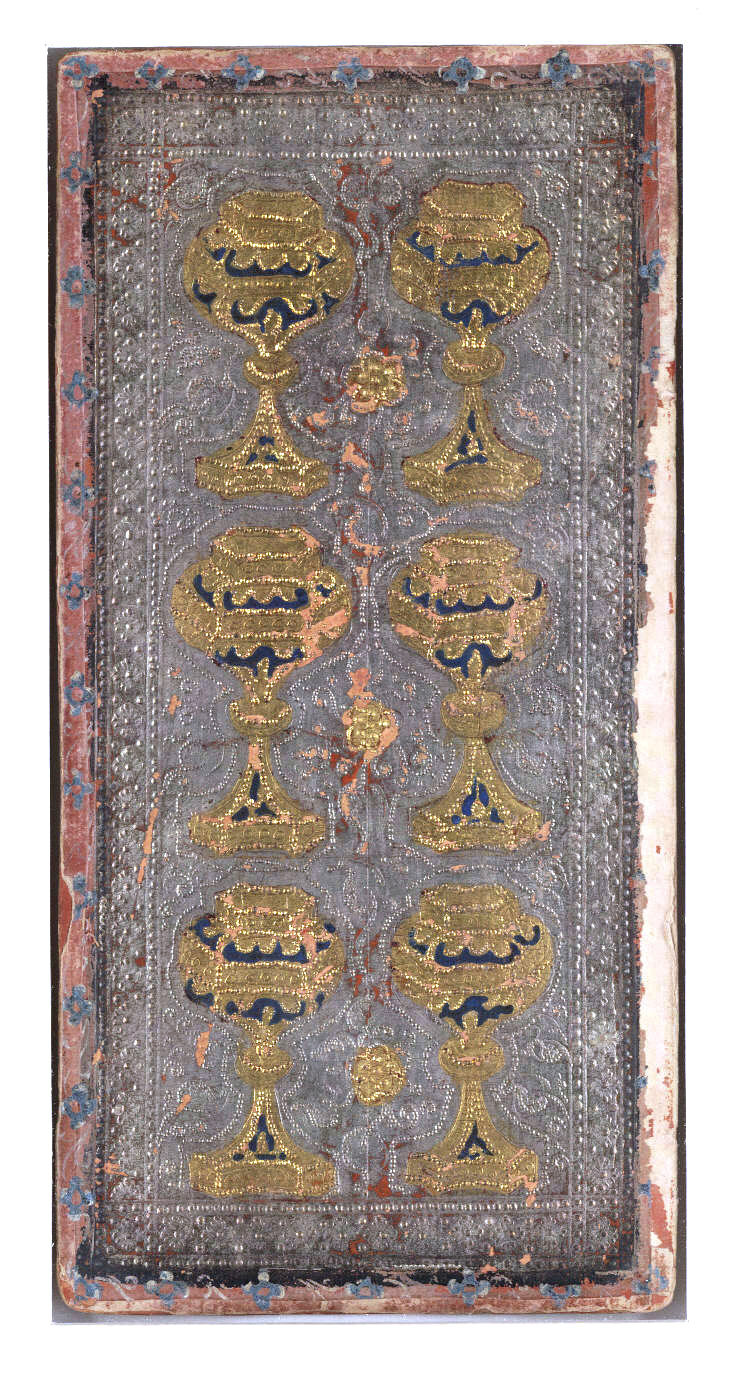
Le six de coupe d'un tarot Visconti-Sforza ; le six de cœur dériverait de ce type de carte.
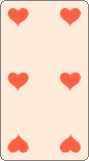
Six de cœur d'un jeu de tarot du XIXe siècle

## Informatique
Le six de cœur fait l'objet d'un codage dédiée dans le standard Unicode : U+1F0B6, « 🂶 » (cartes à jouer) ; ce caractère sert également pour le six de coupe.